# Pori (priimek)
Pori je priimek več znanih Slovencev:
- Pavel Pori (*1978), atlet, tekač na 3000 m z zaprekami